# Ragna Schirmer
Ragna Schirmer (* 1972 in Hildesheim) ist eine deutsche Pianistin. Sie lebt in Halle (Saale).

## Leben
Ragna Schirmer wurde 1972 in Hildesheim geboren. Sie war Schülerin des dortigen Gymnasiums Andreanum und errang bereits mit elf Jahren einen ersten Preis beim Wettbewerb Jugend musiziert. Ab 1979 erhielt sie privaten Klavierunterricht in ihrer Heimatstadt bei Elisabeth Schiller sowie von 1982 bis 1988 bei Heidi Köhler in Springe. 1988 wechselte sie zu Karl-Heinz Kämmerling, bei dem sie nach ihrem Abitur 1991 an der Hochschule für Musik und Theater Hannover studierte. 1992 bis 1993 absolvierte sie ein Auslandsstudienjahr in Paris bei Bernard Ringeissen. 1995 schloss sie das Grundstudium in Hannover mit dem Diplom (Bestnote) ab, 1999 beendete sie ihre Solistenausbildung mit dem Konzertexamen. Während des Studiums absolvierte sie Meisterkurse bei Tatiana Nikolaeva und Andrzej Jasinski.
Seit 2001 war Ragna Schirmer zehn Jahre Professorin für Klavier an der Hochschule für Musik und Darstellende Kunst Mannheim und betreibt heute Nachwuchsförderung im Auftrag der Franckeschen Stiftungen in Halle und ist als Lehrerin im Instrumentalzweig der in den Franckeschen Stiftungen beheimateten Latina August Hermann Francke tätig. Ragna Schirmer war Stipendiatin des Deutschen Musikrats und der Studienstiftung des deutschen Volkes. Sie gewann als bisher einzige Pianistin zweimal einen Bachpreis beim Internationalen Johann-Sebastian-Bach-Wettbewerb in Leipzig (1992 und 1998). Als erste CD veröffentlichte sie 2000 eine Aufnahme der Goldberg-Variationen von Johann Sebastian Bach. Diese wie auch weitere CDs wurden in Fachzeitschriften ausgezeichnet.
2010 war Schirmer Artist in Residence in Heidelberg.
Ein Schwerpunkt ihrer künstlerischen Arbeit ist die Beschäftigung mit Leben und Werk von Clara Schumann. 2006 entstand das Projekt „Ich möchte lachen vor Todesschmerz“, in dem Ragna Schirmer gemeinsam mit dem Schauspieler Dominique Horwitz in Klang und Wort von der ebenso fruchtbaren wie schwierigen Beziehung zwischen Robert und Clara erzählt. 2015, um den 175. Hochzeitstag der Schumanns erschien die Aufnahme „Liebe in Variationen“- eine Reminiszenz an die in Tönen verwobenen musikalischen Botschaften zwischen Clara, Robert und Johannes Brahms. 2018 wurde das Stück „Clara – ein Spiel für Ragna Schirmer und Puppen“ am Puppentheater Halle uraufgeführt. 2019 erhielt sie – gemeinsam mit der Musikwissenschaftlerin Janina Klassen – den Robert-Schumann-Preis der Stadt Zwickau.
Im Clara-Schumann-Jubiläumsjahr 2019 (200. Geburtstag) führte sie Konzertprogramme von Clara Schumann an ihren Originalorten auf.
2023 war sie Artiste étoile beim Mozartfest Würzburg.

## Auszeichnungen
- 2022: Verdienstorden des Landes Sachsen-Anhalt
- 2020: Musikpreis des Landes Sachsen-Anhalt.[12]
- 2019: Robert-Schumann-Preis der Stadt Zwickau (für die jahrzehntelange Auseinandersetzung mit Clara Schumann)[13]
- 2012: Händel-Preis der Stadt Halle, vergeben durch die Stiftung Händel-Haus
- 1998: Bachpreisträger beim Internationalen Johann-Sebastian-Bach-Wettbewerb in Leipzig (2. Preis, 1. Preis nicht vergeben)
- 1992: Bachpreisträger beim Internationalen Johann-Sebastian-Bach-Wettbewerb in Leipzig (2. Preis, 1. Preis nicht vergeben)

## Diskografie
- Bach: Goldberg-Variationen BWV 988 – Berlin Classics 2000
- Beethoven: Klavierkonzert op. 61 (nach dem Violinkonzert) und Schmidt: Concertante Variationen über ein Thema von Beethoven für Klavier & Orchester – Berlin Classics 2004
- Brahms: Variationen und Fuge über ein Thema von Händel op. 24; 16 Walzer op. 39; Zwei Rhapsodien op. 79 – Edel Records, 2010
- Chopin und Corigliano: Etude Fantasy – Berlin Classics 2003
- Händel: Orgelkonzerte auf verschiedenen Instrumenten – Berlin Classics 2013
- Händel: Die Cembalosuiten – Berlin Classics 2009
- Haydn: Revisited, Klaviersonaten und andere Stücke – Berlin Classics 2008
- Haydn: Klaviersonaten H16 Nr. 20, 50, 52 – Berlin Classics 2002
- Liszt: Années de pèlerinage – Berlin Classics 2011
- Mendelssohn Bartholdy: Die Klavierkonzerte Nr. 1 & 2 – Berlin Classics 2006
- Schnittke: Klaviersonaten Nr. 1–3 – Berlin Classics 2000
- Schumann, C.: Klavierkonzert a-moll op. 7; Beethoven: Klavierkonzert Nr. 4 G-dur op. 58 – Berlin Classics 2017
- Schumann, R.: Etüden (Variationen) über ein Beethoven-Thema WoO 31 & Sinfonische Etüden op. 13 – Berlin Classics 2006
- Madame Schumann: Zwei Original-Konzertprogramme von Clara Schumann – Berlin Classics 2019
- Clara Schumann (LP): Klavierkonzert a-moll op. 7 & Klaviertrio in g-Moll, op. 17 – Berlin Classics 2019
- DVD & CD: Bach – Die Goldbergvariationen, Label: Belvedere 2022
- Digitales Album: Pictures (Duo Piacussion mit dem Schlagzeuger Matthis Daneck), Naxos 2023